# Anti Saar
Anti Saar (ur. 9 maja 1980) – estoński pisarz i tłumacz

## Życiorys
Debiutował w 2006 roku. Pierwszą książkę dla dzieci Kuidas meil asjad käivad napisał w 2013 roku. W 2018 roku Centralna Biblioteka w Tallinie przyznała Saarowi nagrodę za książkę Pärt ei oska saltot. Nagroda jest przyznawana autorowi książek dla dzieci, które najczęściej były czytane przez dzieci w ostatnim roku. Tłumaczył na estoński z języka francuskiego takich pisarzy Jak:  Georges Perec, Gilles Deleuze czy Felix Guattari.

## Ja, Jonasz i cała reszta
W 2018 roku polskie Wydawnictwo Widnokrąg rozpoczęło wydawanie nowej serii „Bliskie dalekie sąsiedztwo” w ramach którego planuje wydawać najlepsze książki dla dzieci współczesnych pisarzy estońskich i fińskich. Pierwszy tom to książka Saara przetłumaczona przez Annę Michalczuk Ja, Jonasz i cała reszta. Dzięki książce dzieci mogą poznać Estonię i życie ich mieszkańców. A wszystko to z perspektywy 5 letniego chłopca Tobiasza. On, jego brat Jonasz i rodzice mieszkają w Tartu. W książce umieszczono ilustracje wykonane przez Alvara Jaaksona oraz QR kody, które odsyłają nas do ciekawostek o Estonii. W 2013 roku książka został w Estonii nagrodzona tytułem dla najlepszych książek dla dzieci  "Rodzynek Roku 2013".